# Оливейра, Жуан
Жуан Рибейру Ди Оливейра (порт. João Ribeiro De Oliveira; род. 3 января 1992, Брага) — португальский футболист, полузащитник.

## Карьера
5 июля 2015 года перешёл в португальский клуб «Ольяненсе». 2 августа 2015 года в матче против клуба «Пенафиел» дебютировал в кубке лиги Португалии. 7 августа 2015 года в матче против клуба «Бенфика Б» дебютировал в португальской Сегунде.
1 августа 2020 года стал игроком польского клуба «Заглембе» Сосновец. 29 августа 2020 года в матче против клуба «Брук-Бет Термалика» дебютировал в первой лиге Польши. 15 августа 2020 года в матче против клуба «Уния Яниково» дебютировал в кубке Польши.
11 июля 2024 года подписал контракт с клубом «Женис». 14 июля 2024 года в матче против клуба «Кайрат» дебютировал в чемпионате Казахстана.

## Достижения
«Женис»
- Финалист Кубка лиги Казахстана: 2024

## Клубная статистика
| Игровая карьера | Игровая карьера     | Игровая карьера | Лига | Лига | Кубки | Кубки | Межд. | Межд. | Др. | Др. |
| --------------- | ------------------- | --------------- | ---- | ---- | ----- | ----- | ----- | ----- | --- | --- |
| 2020/21         | Заглембе (Сосновец) | Б               | 27   | 8    | 1     | 0     | —     | —     | —   | —   |
| 2021/22         | Заглембе (Сосновец) | Б               | 28   | 1    | 2     | 0     | —     | —     | —   | —   |
| 2022/23         | Пенафиел            | Б               | 28   | 1    | 2     | 0     | —     | —     | —   | —   |
| 2023/24         | Пенафиел            | Б               | 20   | 3    | 3     | 0     | —     | —     | —   | —   |
| 2024            | Женис               | А               | 10   | 0    | 3     | 0     | —     | —     | —   | —   |